# David Neuhaus
David Mark Neuhaus SJ (* 25. April 1962 in Johannesburg, Südafrika) ist israelischer Jesuit. Er war von 2009 bis 2017 Patriarchalvikar für die hebräisch-sprechenden Katholiken im Lateinischen Patriarchat von Jerusalem.

## Leben
David Neuhaus, Sohn deutscher Juden, wurde in Südafrika geboren. Im Alter von 15 Jahren, 1977, siedelte er nach Israel um. „Meine Eltern hofften, dass ich dort ein neues Zuhause finden würde, in Sicherheit vor den Wirren der südafrikanischen Apartheid. Aus Nazideutschland geflohen, widerte sie das rassistische Regime an, unter dem sie in Südafrika lebten.“ Mit 26 Jahren konvertierte er zum römisch-katholischen Glauben. Er beendete sein Studium der Politikwissenschaften an der Hebräischen Universität Jerusalem mit einer Promotion.
1992 trat Neuhaus dem Jesuitenorden bei und legte am 20. August 1994 Profess ab. Nach seiner theologischen und philosophischen Ausbildung sowie Studium der Theologie und Heiligen Schrift am jesuitischen Centre Sèvres in Paris und Päpstlichen Bibelinstitut in Rom empfing er am 8. September 2000 die Priesterweihe durch Patriarch Michel Sabbah; beim Gottesdienst las sein jüdischer Vater die erste Lesung auf Hebräisch.
Seit 2001 lehrt er an der Universität Bethlehem die Fächer „Einführung in das Judentum“ und „Einführung in das Alte Testament“ sowie Bibelwissenschaften am Lateinischen Patriarchats-Seminar in Bait Dschala. Er ist zudem Research fellow am jüdischen Shalom Hartman Institute in Jerusalem. Er arbeitet derzeit an einem Doktorat in Religionswissenschaften an der Université Saint-Joseph in Beirut, Libanon.
Am 15. März 2009 wurde David Neuhaus durch den Lateinischen Patriarchen von Jerusalem, Fouad Twal, zum Patriarchalvikar für die hebräischsprechenden Katholiken ernannt. Im August 2017 bat er Erzbischof Pierbattista Pizzaballa darum, von dieser Aufgabe entpflichtet zu werden.
Seit Juli 2019 ist er Regionaloberer der Jesuiten im Heiligen Land.

## Schriften
- zusammen mit Ghassan Rubeiz und Kathy Bergen: Justice and the Intifada. Palestinians and Israelis Speak Out. Friendship Press, New York 1991, ISBN 0-377-00237-2.
- Kritische Solidarität. Einige Überlegungen zur Rolle privilegierter Christinnen und Christen im Kampf der Enteigneten. Kulturverein AphorismA, Trier 1995, ISBN 3-86575-104-0.
- zusammen mit Alain Marchadour: Land, Bibel und Geschichte. „das Land, das ich Dir zeigen werde ...“. Kulturverein AphorismA, Trier 2011, ISBN 978-3-86575-024-2.
- Je vous écris de la Terre Sainte. Bayard Éditions, Montrouge 2017, ISBN 978-2-227-48923-3.